# كابوس المخلوقات 2
كابوس المخلوقات 2 (بالإنجليزية: Nightmare Creatures II)‏ ، هي لعبة إلكترونية من صنف رعب البقاء، أنتجت من قبل شركة أكتفيجن ونشرها شركة كونامي سنة 2000م، وهي تعد الجزء الثاني والأخير من سلسلة بقاء الرعب للعبة نايتمير كرايتشر.

## قصة اللعبة
يبدأ قصة اللعبة مابين مدينة لندن ومدينة باريس سنة 1934م، ويبدأ الشخص المريض نفسياً يدعى آدم كرولي وهو يخرج من المستشفى ليتفاجأ المخلوقات المتوحشة والزومبيين، ويهدف هذه اللعبة بالبحث عن زعيم المجرمين الأشرار الذي صنع الوحوش بالأدوات السحرية لكي يقتله.

## وصلات خارجية
- Official Website Archive
- Nightmare Creatures Fan Movie  على فيسبوك.